# 小田妻町
小田妻町（おだづまちょう）は、愛知県瀬戸市水野連区の町名。現行行政地名は小田妻町1丁目と2丁目。

## 地理
- 瀬戸市の北西部に位置する[8]。西をさつき台・すみれ台・ふじの台・ゆりの台・本郷町、北を日の出町・中水野町、東を上本町、南を上松山町・北松山町と隣接している[8]。
- 1丁目は大規模な団地造成が進み、県営瀬戸住宅・病院などがある[8]。
- 2丁目は市の総合運動施設をもつ市民公園が大部分を占める[8]。

### 河川
- 唐沢川（水野川支流） ： 町の西部を北流している。
- 小田妻川（唐沢川支流） ： 町の南部から西部に向かって北流し、唐沢川に注ぎ込んでいる。
- 海老弦川（唐沢川支流） ： 町の北東端を東流し、唐沢川に注ぎ込んでいる。

### 学区
市立小・中学校に通う場合、学区は以下の通りとなる。また、公立高等学校普通科に通う場合の学区は以下の通りとなる。
| 町丁・丁目    | 番・番地等 | 小学校             | 中学校             | 高等学校 |
| ------------- | ---------- | ------------------ | ------------------ | -------- |
| 小田妻町1丁目 | 全域       | 瀬戸市立水野小学校 | 瀬戸市立水野中学校 | 尾張学区 |
| 小田妻町2丁目 | 全域       | 瀬戸市立水野小学校 | 瀬戸市立水野中学校 | 尾張学区 |

## 歴史

### 町名の由来
江戸時代、徳川吉宗が将軍に就いたとき、御三家筆頭格の尾張藩が将軍になれなかったことに怒り、紀伊藩が参勤交代で尾張国を通過しようとしたときに、水野村に兵馬を集めて大演習を行い脅しをかけたという。この演習で藩主のいた場所を御立馬（）と呼んだのが後年小田妻となったと伝えられている。

### 沿革
- 1964年（昭和39年）10月1日 - 瀬戸市大字中水野字戸口・南山の各一部により、同市小田妻町として成立[2]。
- 1974年（昭和49年）

　4月1日 - 町域の一部がさつき台1〜5丁目・すみれ台1〜5丁目・ひまわり台1〜5丁目・はぎの台1〜4丁目・ききょう台1〜3丁目・ゆりの台となる。
　7月1日 - 町域の一部が日の出町となる。
- 1981年（昭和56年）6月6日 - 1・2丁目を設置。町域の一部を本郷町に編入する[14]。
- 1984年（昭和59年）5月1日 - 小田妻町の一部[注釈 2]をすみれ台5丁目・山手町・松原町3丁目・水南町・北脇町・東横山町に編入する[15]。2丁目の一部を上松山町2丁目・北松山町2丁目に編入する[16]。
- 1988年（昭和63年）11月21日 - 1丁目の一部がふじの台1〜3丁目となる[17]。

## 世帯数と人口
2024年（令和6年）1月1日現在の世帯数と人口は以下の通りである。
| 町丁          | 世帯数  | 人口  |
| ------------- | ------- | ----- |
| 小田妻町1丁目 | 142世帯 | 274人 |
| 小田妻町2丁目 | 0世帯   | 0人   |
| 計            | 142世帯 | 274人 |

### 人口の変遷
国勢調査による人口の推移
| 1995年（平成7年）  | 571人 | [ 18 ] |  |
| 2000年（平成12年） | 619人 | [ 19 ] |  |
| 2005年（平成17年） | 572人 | [ 20 ] |  |
| 2010年（平成22年） | 557人 | [ 21 ] |  |
| 2015年（平成27年） | 538人 | [ 22 ] |  |
| 2020年（令和2年）  | 448人 | [ 23 ] |  |

### 世帯数の変遷
国勢調査による世帯数の推移。
| 1995年（平成7年）  | 132世帯 | [ 18 ] |  |
| 2000年（平成12年） | 141世帯 | [ 19 ] |  |
| 2005年（平成17年） | 139世帯 | [ 20 ] |  |
| 2010年（平成22年） | 138世帯 | [ 21 ] |  |
| 2015年（平成27年） | 142世帯 | [ 22 ] |  |
| 2020年（令和2年）  | 132世帯 | [ 23 ] |  |

## 交通

### 鉄道
愛知環状鉄道・愛知環状鉄道線 ： 町の西部を南北に走っている。最寄り駅は瀬戸市駅・中水野駅になる。

### バス
名鉄バス「水野循環線」
- 【20】【21】【22】【23】陶生病院 - 瀬戸市民公園 - 中水野駅 - 水野団地 - 新瀬戸駅 - 陶生病院 系統が走っているが、町内にバス停はない。最寄りのバス停は、瀬戸市民公園バス停・水野支所前バス停・本郷町バス停・ふじの台西バス停になる。

瀬戸市コミュニティバス「下半田川線」
- 陶生病院 - 中水野駅 - 定光寺公園 - 妻之神 系統

瀬戸市コミュニティバス「曽野線」
- 新瀬戸駅 - 中水野駅 - 曽野 - しなのバスセンター 系統

以上、2路線共通 ：  小田妻バス停・ゆりの台バス停
- ゆりの台バス停

### 道路
国道155号 ： 町の西部を南北に通っている。
- 国道155号標識（小田妻町内）

## 施設
- 旧・名古屋法務局瀬戸出張所 ： 1888年（明治21年）11月5日に名古屋治安裁判所瀬戸出張所として開設され、1949年（昭和24年）6月1日に名古屋法務局瀬戸出張所となる[24]。国の行政組織等の減量、効率化等の基本計画に沿って、2009年（平成21年）11月20日をもって閉庁となった[24]。2023年現在、証明書の交付事務は、瀬戸市役所にある名古屋法務局瀬戸証明サービスセンターで行われている[24]。
- 瀬戸市立水野小学校[8] ： 1873年（明治6年）4月1日創立[25]。尾張藩校明倫堂の分校興譲館を源としている[25]。2022年（令和4年）5月1日現在の児童数は487人、教員数は37人[26]。
- 瀬戸市民公園[8] ： 上本町、上松山町にまたがって整備されている運動公園。当町内には、北テニスコート・野球場・陸上競技場がある。
- 水野介護医療院・水野クリニック（旧 水野病院[8]） ： 医療法人宏生会が経営している[27]。診療科目は内科・歯科・リハビリテーション科[27]。病床数は100床[27]。
- イズモ葬祭 中水野 ： 一日一件限定の葬儀会館[28]。60席のホール、会食室、応接室などを有する[28]。駐車場は40台収容[28]。
- 地下軍需工場跡（史跡） ： 太平洋戦争末期に造られた愛知航空機の瀬戸地下工場の跡地[29]。出入口の一部を除いて崩落しているが、貴重な戦争遺跡として、市民団体によって保存活動が続けられている[29]。

- 旧・名古屋法務局瀬戸出張所
- 市民公園 北テニスコート
- 市民公園 野球場
- 市民公園 陸上競技場
- イズモ葬祭中水野

## その他

### 日本郵便
- 郵便番号 : 489-0067[6]（集配局：瀬戸郵便局[30]）。